# جداجد نملية
الجداجد النملية أو صراصير النمل (الاسم العلمي: Myrmecophilidae) هي فصيلة من الحشرات تتبع رتبة مستقيمات الأجنحة من طائفة الحشرات.

## التصنيف
- الجدجداوات النملية
  - الجدجداوية النملية
    - الجدجد النملي